# 再生巨流
『再生巨流』（さいせいきょりゅう）は、楡周平による小説。2005年に新潮社から出版された。2011年3月6日には、WOWOWのドラマWでテレビドラマ化された。

## 概要
『週刊新潮』で連載当時は「再生頭脳」という題名だったが、改題されて出版された。物流業界の中で生きる熱い男たちの挫折と再生を描いた経済小説。

## 書籍情報
- 単行本：2005年4月発行、新潮社刊、ISBN 4104753017
- 文庫版：2007年12月発行、新潮文庫刊、ISBN 9784101335711

## ストーリー
スバル運輸新規事業開発部長の吉野は営業好成績を残しながらも、反感を持った上司たちと敵対関係になってしまう。逆境に立たされ打ちのめされるが、怪我が原因でプロの道を絶った経験を持つ元野球選手で現在はセールスドライバーの蓬莱と出会いによって突き動かされ、再生に向かって立ち向かっていく。

## テレビドラマ
WOWOWのドラマWで映像化され、2011年3月6日に放送された。

### キャスト
- 吉野公啓：渡部篤郎
- 蓬莱秀樹：中村蒼
- 清水藍子：黒川智花
- 吉野時江：奥貫薫
- 星野武史：佐藤二朗
- 時任忠志：中村育二
- 立川久：尾上寛之
- 岡本千恵：山田麻衣子
- 服部良二：相島一之
- 飯島典子：京野ことみ
- 鬼沢充史：長谷川朝晴
- 藤崎昌宏：大高洋夫
- 黒崎沙織：霧島れいか
- 田村孝久：田中実
- 稲泉教官：大西武志
- 秀樹の父：井上高志
- 秀樹の母：大塚良重
- 秀樹の兄：高田宏太郎
- 吉野タマコ：宮田早苗
- 吉野の母 ：長内美那子
- 曾根崎昭三：長門裕之
- 近藤和幸：松重豊
- 三瀬隆司：陣内孝則

### スタッフ
- 原作：楡周平
- 脚本：久松真一
- 監督：鈴木浩介
- 音楽：羽岡佳
- プロデューサー：青木泰憲、河角直樹
- エンディングテーマ：「たしかなこと」（小田和正）